# Yorick van Wageningen
Yorick van Wageningen (* 16. April 1964 in Baarn, Utrecht, Niederlande)
ist ein niederländischer Schauspieler.

## Berufliche Laufbahn
Van Wageningen spielte ab 1989 mehrfach bei Fernsehserien mit, ging dann für einige Zeit ans Theater und übernahm im Jahr 2000, in der Verfilmung des Theaterstücks Total Loss, die Rolle des „Reinier Kloprogge“.
2001 wirkte er im Film Soul Assassin mit, der bei verschiedenen Film Festivals, u. a. Norwegen, Japan, Ägypten, USA und dem niederländischen Film Festival, lief. Der Film wurde in Deutschland erst im Juli 2003 gezeigt und erschien in Italien im November 2003 auf DVD.
2003 übernahm er eine Rolle im Film Beyond Borders, der in Deutschland unter dem Titel Jenseits aller Grenzen in den Kinos lief. In dem Film Riddick: Chroniken eines Kriegers (niederländisch: The Chronicles of Riddick) übernahm er die Rolle des The Guv.
In dem im Jahr 2008 gedrehten Kinofilm Oorlogswinter spielte er die Rolle des „Onkel Ben“. Der Film ist auch unter dem englischen Titel Winter in Wartime bekannt und wurde 2009 unter anderem für den Filmpreis Satellite Award nominiert.

## Filmografie

### Filme
- 1989: Wilde harten
- 1993: Angie
- 1998: Iedereen kent Suus
- 2000: Total Loss
- 2001: Soul Assassin – Spur in den Tod (Soul Assassin)
- 2001: Minä ja Morrison
- 2002: Simon: An English Legionnaire
- 2003: The Tulse Luper Suitcases, Part 1: The Moab Story
- 2003: The Tulse Luper Suitcases: Antwerp
- 2003: Jenseits aller Grenzen (Beyond Borders)
- 2004: Riddick: Chroniken eines Kriegers (The Chronicles of Riddick)
- 2005: Ein Leben in Koffern (A Life in Suitcases)
- 2005: The New World
- 2006: Nachtrit (nicht im Abspann genannt)
- 2007: The Blue Hour
- 2008: Mein Kriegswinter (Oorlogswinter)
- 2010: Dein Weg (The Way)
- 2011: Verblendung (The Girl with the Dragon Tattoo)
- 2013: De Wederopstanding van een Klootzak
- 2013: 47 Ronin
- 2014: Last Summer
- 2015: Blackhat
- 2017: Papillon
- 2017: Storm und der verbotene Brief (Storm: Letters van Vuur)
- 2019: Escape Room

### Fernsehfilme/-serien
- 1989: Spijkerhoek (9 Folgen)
- 1990: Vrienden voor het leven (1 Folge)
- 1990: Goede tijden, slechte tijden (8 Folgen)
- 1993: Oppassen!!! (1 Folge)
- 1995: 20 plus (TV-Serie)
- 1996: Zonder Ernst (1 Folge)
- 1997: 12 steden, 13 ongelukken (1 Folge)
- 1998: Frenchman’s Creek (TV-Film)
- 2006: The Commander: Blacklight (TV-Film)
- 2007: The Commander: The Fraudster (TV-Film)
- 2009: Flow (1 Folge)
- 2010: De Troon (3 Folgen)
- 2020: Der Brief für den König (The Letter for the King)
- 2024: Mayor of Kingstown (9 Folgen)